# Spy Girl
Pour plus de détails, voir Fiche technique et Distribution.
Spy Girl (hangeul : 그녀를 모르면 간첩; RR : Geunyeoreul moreumyeon gancheop), est un film sud-coréen réalisé par Park Han-choon, sorti en 2004.

## Synopsis
Choi Go-bong tombe amoureux de la nouvelle employée, Lim Gye-sun d'un fast-food où ses amis et lui se rendent souvent. Ils gèrent un site internet consacré aux employées du fast-food. Choi Go-bong poste des photos de Lim Gye-sun, prises à son insu. Seulement, Lim Gye-sun n'est autre une espionne nord-coréenne qui tente de faire profil bas...

## Fiche technique
- Titre original : 그녀를 모르면 간첩, Geunyeoreul moreumyeon gancheop
- Titre anglais : Spy Girl
- Réalisation : Park Han-choon
- Scénario : Ha Won-joon
- Musique : Lee Jae-jin
- Photographie : Shin Ok-hyun
- Montage : Kim Sun-min
- Production : Ha Won-joon et Kim Wi-jin
- Direction artistique : Jo Geun-hyeon
- Société de production : M3 Entertainment
- Société de distribution : Showbox (Corée du Sud)
- Pays d'origine :  Corée du Sud
- Langue originale : coréen
- Format : Couleur - 1.85 : 1
- Dates de sortie :
  -  Corée du Sud : 30 janvier 2004

## Distribution
- Kim Jung-hwa : Lim Gye-sun / Park Hyo-jin
- Gong Yoo : Choi Go-bong
- Nam Sang-mi : Nam Jin-ah
- Baek Il-seob : Parc Mu-sun
- Kim Ae-kyung : Oh Mi-jae
- Jadu : Park Hyo-jin
- Jo Dal-hwan : Song Hyo-guk
- Ahn Hae-suk : Mère de Choi Go-bong
- Kim Myung-guk : Père de Choi Go-bong
- Yoo In-young : Woo Wol-ran
- Park Kyung-hwan : Homme en costume noir
- Kim Ki-hwan : Etudiant
- Lee Kwang-ki : Kim Young-kwang
- Baek Seung-hee : Jeune femme
- Park Jin-taek : Directeur